# Pambio Noranco
Pambio Noranco er et kvarter i byen Luganoc i Schweiz
45°59′20″N 8°56′2″Ø / 45.98889°N 8.93389°Ø